# Margit Sandemo
Margit Sandemo (nata Underdal; Lena, 23 aprile 1924 – Scania, 1º settembre 2018) è stata una scrittrice norvegese-svedese, autrice di fantasy nordico. Conosciuta per la sua serie di 47 romanzi best-seller Sagan om Isfolket ( The Legend of the Ice People,  è stata l'autrice più venduta nei paesi nordici sin dagli anni '80. Scrisse anche altre serie di libri come Häxmästaren e Legenden om Ljusets rike.
Le caratteristiche tipiche delle opere di Margit Sandemo sono storia, fantasia, romanticismo, suspense e fenomeni soprannaturali.  I suoi libri contengono personaggi femminili forti, le trame sono spesso molto complesse e tortuose, e continuano da un libro all'altro. Nel ruolo centrale ci sono distinti amuleti, antiche scritte e simboli, che i personaggi principali decifrano per risolvere enigmi di volta in volta, mentre combattono contro i poteri del male. Gli eventi della maggior parte dei suoi romanzi si svolgono in Europa nel Medioevo e all'inizio dei tempi moderni, soprattutto in Norvegia e Islanda. A volte i personaggi principali hanno avventure più lontane, come in Spagna e Austria. I castelli dei cavalieri medievali, le foreste incantate e l'ambiente idilliaco dei manieri all'antica sono tra gli scenari in cui si svolgono le storie.

## Biografia
Margit Sandemo nacque il 23 aprile 1924 in una fattoria a Lena, Østre Toten, Valdres, Norvegia. Suo padre era un poeta norvegese, Anders Underdal, nato a Valdres nel 1880 e morto nel 1973. Secondo una storia di famiglia non confermata era il figlio illegittimo del Premio Nobel Bjørnstjerne Bjørnson (1832 –1910) e una ragazza di 17 anni di nome Guri Andersdotter (morta nel 1949). Audun Thorsen ha scritto un libro che contraddice questa affermazione, intitolato Bjørnsons kvinne og Margit Sandemos "familiehemmelighet" (in inglese: "Bjørnson's Woman and the "Family Secret" of Margit Sandemo") (Genesis forlag, Oslo, 1999), che Sandemo preferì non leggere, perché pensava "che sarebbe stato uno shock troppo grande". Del resto la stessa Sandemo non amava parlare in pubblico dei suoi antenati. Margit Sandemo non ebbe mai un buon rapporto con il padre. Era un uomo severo, punendo i suoi figli chiudendoli in un armadio. Durante l'occupazione tedesca della Norvegia nella seconda guerra mondiale sostenne apertamente i nazisti, cosa che Margit non gli perdonò mai. Quando era assente da casa, i suoi figli sognavano la sua morte. Margit cercò di interagire con suo padre il meno possibile, in questo modo non avrebbe dovuto in seguito parlare male di lui.
La madre di Sandemo era una nobildonna svedese, Elsa Reuterskiöld (1892 – 1967), un'insegnante nata a Blekinge come quarta di nove figli del capo della contea Axel Gabriel Adam Reuterskiöld (1863 – 1938) e della contessa finlandese-svedese Eva Beata Gabriella Oxenstierna (1864 – 1949) di Korsholm e Wasa. Come socialdemocratica Elsa Reuterskiöld prese parte attiva alla politica. Tra i suoi antenati si contavano oltre 800 re e 112 imperatori, i primi antenati risalivano all'anno 350 a.C. Elsa Reuterskiöld incontrò Anders Underdal per la prima volta durante un suo viaggio estivo in una valle di Valdres. Si sposarono poco dopo, il 15 giugno 1921, e Underdal acquistò una piccola fattoria, situata a Huldrehaugen, Grunke, Moen, vicino a Fagernes. Lì la coppia ebbe cinque figli, Margit era la secondogenita. Sua sorella maggiore si chiamava Eva e i suoi fratelli minori Axel, Anders ed Embrik. C'era solo una differenza di età di sette anni tra il più anziano e il più giovane. Uno dei fratelli, Anders, si suicidò negli anni '50 all'età di 29 anni. Reuterskiöld e Underdal divorziarono nel 1930, lei tornò in Svezia, portando con sé i cinque figli.

### Infanzia difficile
Quando i suoi genitori divorziarono, lei aveva sei anni e crebbe in Svezia, imparando entrambe le lingue, per quanto i suoi libri siano stati scritti in svedese come lingua originale. Margit ebbe un'infanzia difficile sotto molti aspetti: trascorse una vita di vagabondaggio irregolare vivendo negli angoli dei manieri dei parenti in varie parti della Svezia. Questo era secondo Margit Sandemo un po' umiliante. Subì anche abusi sessuali:   Margit nascose questa vicenda a tutti, compresa sua madre, fino a quando, all'età di 60 anni, affrontò questo argomento nel 38° volume della serie di romanzi Sagan om Isfolket , Små män kastar långa skuggor (in inglese: Small Men Throw Long Shadows). Poiché affermava di essere una sensitiva, fu anche ricoverata per cure.
Margit frequentò la scuola dell'obbligo, dopodiché studiò in varie scuole serali. Sandemo aveva un dono per le arti. Era abile nella pittura, nel canto, nel gioco e nella poesia, rendendo sua madre molto orgogliosa. Tuttavia, non sognava di diventare una scrittrice. Margit trascorse le estati della sua infanzia nella tenuta dei suoi nonni a Blekinge.

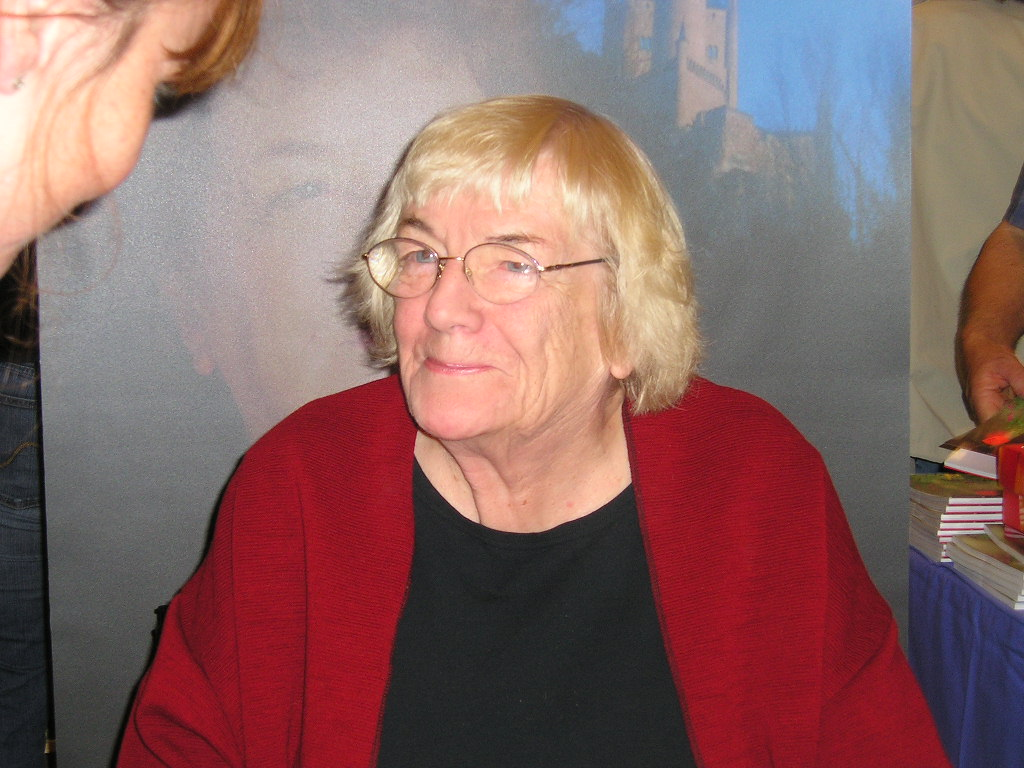
Margit Sandemo nel 2005

Nel 1945 Sandemo si recò a Valdres dove la famiglia possedeva una baita di montagna. Lì incontrò il norvegese Asbjørn Sandemo, (1917-1999), idraulico di professione e veterano della seconda guerra mondiale. Si sposarono nel marzo 1946 ed ebbero tre figli, Henrik, Tove e Björn. Si stabilirono a Valsberga, nel Södermanland, dove stava la madre di lei. Margit provò a dipingere, tagliare alberi, dedicarsi all'arte tessile e alla scultura, cantare folk e recitare in una commedia di Ingmar Bergman. Lavorò anche in un ufficio per due mesi ma nessuna di queste attività la soddisfece.

## Carriera letteraria

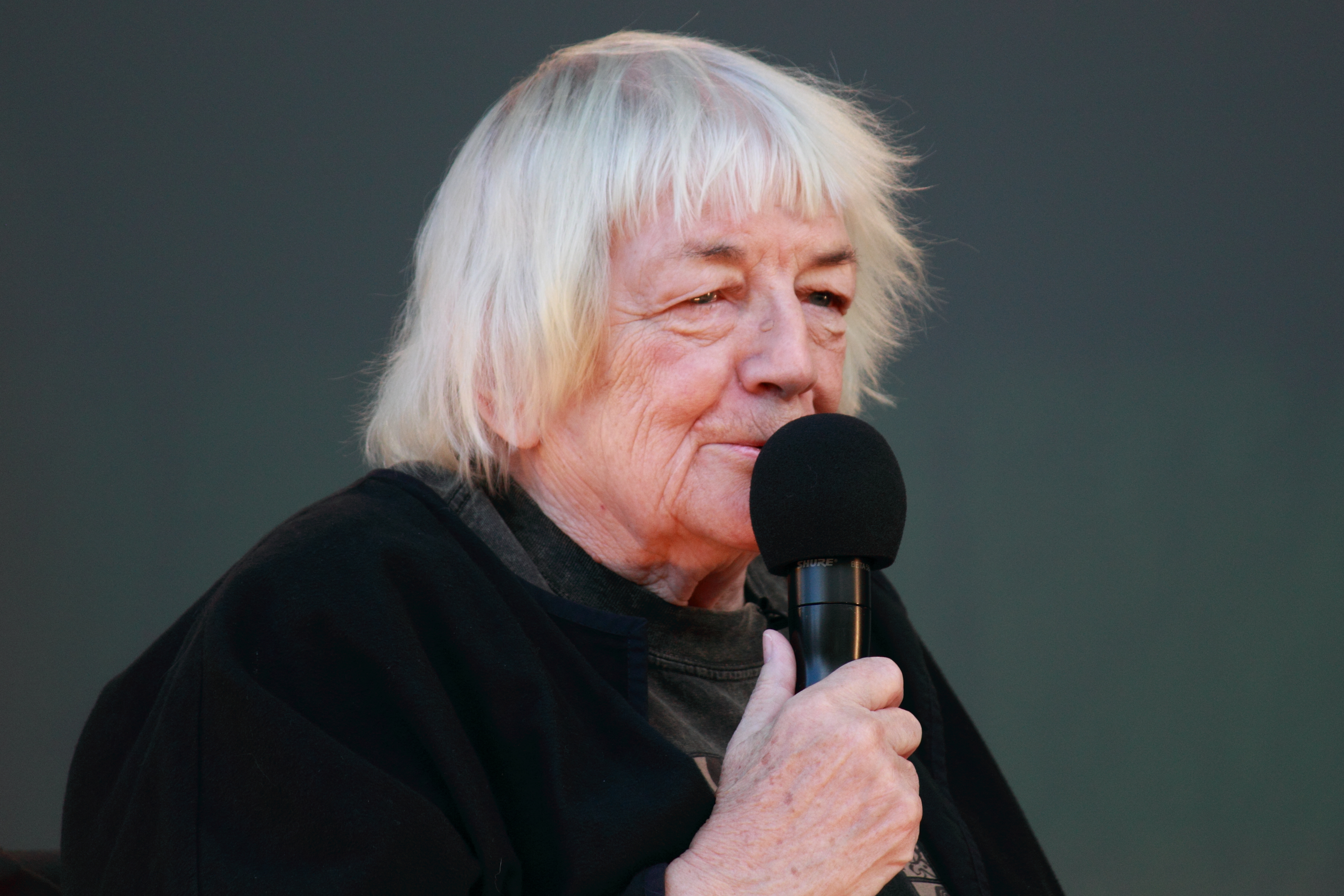
Margit Sandemo nel 2010

Scrisse il suo romanzo d'esordio Tre Friare ("Tre Proci") all'età di quarant'anni. Tre Friare fu rifiutato da diversi editori. Lei raccontò di avere già trenta libri pronti nella sua testa. Un editore le disse allora che avrebbe preferito avere un libro a puntate da pubblicare su un settimanale. Sandemo rifiutò per un paio d'anni ma nel 1980 iniziò a scrivere il primo libro della serie Saga of the Ice People. Sandemo disse che era come se qualcun altro parlasse attraverso di lei e raccontò di aver cambiato idea nel 1981 sul libro a puntate quando vide l'immagine di un dipinto di una chiesa medievale su un giornale. Mostrava una donna che faceva il burro in una zangola e il Diavolo dietro di lei, che cercava di sedurla. Sandemo ebbe così l'idea per l'intera serie di 47 libri The Legend of the Ice People da questa foto. Il primo volume, Spellbound, fu pubblicato nel 1982, il primo di un'intera serie di romanzi seriali. Margit scrisse i suoi trenta primi romanzi al Siesta Café Konditori, il bar della ferrovia a Fagernes.
Dopo due libri indipendenti arrivò la successiva grande serie, chiamata The Witcher e dopo The Legend of Light's Kingdom. Tutte e tre le serie formano una lunga trilogia di 82 libri. The Legend of the Realm of Light è un mix di The Tale of the Ice People e The Witch Master, dove i personaggi di entrambi i libri si incontrano. Sandemo scrisse altre tre serie chiamate De svarta riddarna, Blåljus e Trollrunor.
Nel 1999 Margit Sandemo rimase vedova e si trasferì a Skillinge.  Nello stesso anno scrisse il suo 105º libro nell'arco di 19 anni. Andò in Spagna per le vacanze, ma non riuscì a stare lontana dalla scrittura e ricominciò a scrivere dopo due giorni. In questa occasione si aggiunsero i Cavalieri Neri . 
Al momento della sua morte nel 2018, all'età di 94 anni, aveva scritto un totale di 185 romanzi. I suoi libri hanno venduto fino a 40 milioni di copie con Saga om Isfolket che da sola rappresenta 25 milioni.  Ci sono stati 16 tentativi di realizzare una serie TV o un film sulla Saga del Popolo del Ghiaccio e del Witcher. Entrambe le serie di libri sono state rappresentate come musical in Norvegia.

## Riconoscimenti
- Kongens fortjenstmedalje (23 aprile 2014)[14]

Sandemo ricevette la medaglia al merito del re norvegese nel 2014, dopo che diversi insegnanti e studenti attirarono l'attenzione su come la scrittrice aveva convinto i giovani a iniziare a leggere libri.

### Serie
- Storie di Margit Sandemo (1964-1981)
- La saga del popolo dei ghiacci (1982-1989)
- La saga del mago (1991-1994)
- Storia della guerra (1992-1998)
- La Saga del Regno di Luce (1995-1999)
- Il mistero dei cavalieri neri (2000-2003)
- Blåljus (dal 2004)
- Trollrunor (dal 2005)

### Romanzi indipendenti
- Skimrande vårar, 1993 (Il mistero del signore della foresta)
- Tessa, 1997
- Drömmen om en van, 1997
- E nattens, 1998
- Vargens lila lamm, 2000
- Ensam i världen , 2000 (Felicità trovata)
- Den mörka sanningen, 2001

### Saggistica
- Vi är inte ensamma , 1990
- Visst katten har djuren själ, 1994
- I riddarnas spår, 2003